# Freestyle-Skiing-Weltmeisterschaften 1989
Die 3. Freestyle-Skiing-Weltmeisterschaften fanden vom 1. bis 5. März 1989 in Oberjoch in der Bundesrepublik Deutschland statt.

## Männer

### Aerials
| Platz | Land | Sportler              |
| ----- | ---- | --------------------- |
| 1     | CAN  | Lloyd Langlois        |
| 2     | FRA  | Didier Méda           |
| 3     | CAN  | Philippe Laroche      |
| 4     | FRA  | Jean-Marc Bacquin     |
| 5     | USA  | Trace Worthington     |
| 6     | AUT  | Hugo Bonatti          |
| 7     | USA  | Chris Haslock         |
| 8     | CAN  | Chris Simboli         |
| 9     | AUT  | Alexander Zechmeister |
| 10    | URS  | Juri Satschenko       |

Datum: 5. März 1989

### Moguls
| Platz | Land | Sportler           |
| ----- | ---- | ------------------ |
| 1     | FRA  | Edgar Grospiron    |
| 2     | SUI  | Jürg Biner         |
| 3     | FRA  | Éric Berthon       |
| 4     | USA  | Scott Ogren        |
| 5     | FRA  | Olivier Allamand   |
| 6     | CAN  | John Smart         |
| 7     | USA  | Nelson Carmichael  |
| 8     | SUI  | Bernard Brandt     |
| 9     | NOR  | Hans Engelsen Eide |
| 10    | FRA  | Bruno Bertrand     |

Datum: 3. März 1989

### Ballett
| Platz | Land | Sportler           |
| ----- | ---- | ------------------ |
| 1     | BRD  | Hermann Reitberger |
| 2     | USA  | Lane Spina         |
| 3     | CAN  | Dave Walker        |
| 4     | BRD  | Hubert Sewald      |
| 5     | NOR  | Rune Kristiansen   |
| 6     | ITA  | Roberto Franco     |
| 7     | CAN  | Richard Pierce     |
| 8     | CAN  | Chris Simboli      |
| 9     | FRA  | Serge Roux         |
| 10    | BRD  | Andreas Schlögl    |

Datum: 1. März 1989

### Kombination
| Platz | Land | Sportler           | Punkte |
| ----- | ---- | ------------------ | ------ |
| 1     | CAN  | Chris Simboli      | 37.00  |
| 2     | USA  | Scott Ogren        | 48.00  |
| 3     | ESP  | Martí Rafel        | 103.00 |
| 4     | ITA  | Klaus Pescolderung | 104.00 |

## Frauen

### Aerials
| Platz | Land | Sportlerin            |
| ----- | ---- | --------------------- |
| 1     | FRA  | Catherine Lombard     |
| 2     | BRD  | Sonja Reichart        |
| 3     | USA  | Melanie Palenik       |
| 4     | BRD  | Elfie Simchen         |
| 5     | JPN  | Hiroko Fujii          |
| 6     | USA  | Jodie Spiegel         |
| 7     | USA  | Maria Quintana        |
| 8     | JPN  | Chizuko Kudo          |
| 9     | NOR  | Hilde Synnøve Lid     |
| 10    | URS  | Wassilisa Sementschuk |

Datum: 5. März 1989

### Moguls
| Platz | Land | Sportlerin          |
| ----- | ---- | ------------------- |
| 1     | FRA  | Raphaëlle Monod     |
| 2     | USA  | Donna Weinbrecht    |
| 3     | BRD  | Tatjana Mittermayer |
| 4     | USA  | Liz McIntyre        |
| 5     | ITA  | Silvia Marciandi    |
| 6     | BRD  | Birgit Stein        |
| 7     | ITA  | Petra Moroder       |
| 8     | FRA  | Éric Laboureix      |
| 9     | CAN  | Leelee Morrisson    |
| 10    | SWE  | Lise Benberg        |

Datum: 3. März 1989

### Ballett
| Platz | Land | Sportlerin       |
| ----- | ---- | ---------------- |
| 1     | USA  | Jan Bucher       |
| 2     | SUI  | Conny Kissling   |
| 3     | CAN  | Lucie Barma      |
| 4     | GBR  | Julia Snell      |
| 5     | FRA  | Nadège Ferrier   |
| 6     | CAN  | Meredith Gardner |
| 7     | USA  | Karen Hunter     |
| 8     | BEL  | Viviane Dictus   |
| 9     | BRD  | Ingrid Eigner    |
| 10    | USA  | Melanie Palenik  |

Datum: 1. März 1989

### Kombination
| Platz | Land | Sportlerin            |
| ----- | ---- | --------------------- |
| 1     | USA  | Melanie Palenik       |
| 2     | SUI  | Conny Kissling        |
| 3     | CAN  | Meredith Gardner      |
| 4     | AUS  | Tarsha Ebbern         |
| 5     | URS  | Wassilisa Sementschuk |

## Medaillenspiegel
| Platz | Land               | Gold | Silber | Bronze | Gesamt |
| ----- | ------------------ | ---- | ------ | ------ | ------ |
| 1     | Frankreich         | 3    | 1      | 1      | 5      |
| 2     | Vereinigte Staaten | 2    | 3      | 1      | 6      |
| 3     | Kanada             | 2    | –      | 4      | 6      |
| 4     | BR Deutschland     | 1    | 1      | 1      | 3      |
| 5     | Schweiz            | –    | 3      | –      | 3      |
| 6     | Spanien            | –    | –      | 1      | 1      |